# Edgar Lungu

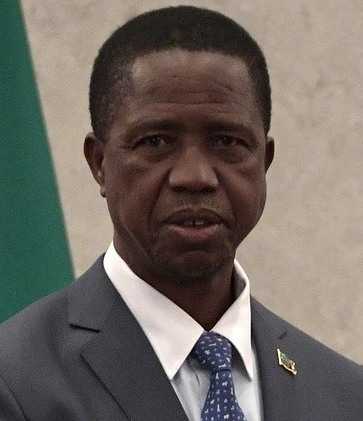
Edgar Lungu (2018)

Edgar Chagwa Lungu (* 11. November 1956 in Ndola oder Chadiza; † 5. Juni 2025 in Pretoria, Südafrika) war ein sambischer Politiker (UPND). Er war vom 9. Februar 2015 bis zum 24. August 2021 der sechste Staatspräsident der Republik Sambia.

## Ausbildung und Familie
Lungu erwarb 1981 einen Bachelor of Law an der University of Zambia. Anschließend unterzog er sich einer Ausbildung als Offizier. Er arbeitete als Rechtsanwalt. Lungu war verheiratet und hatte sechs Kinder. Er gehörte der Ethnie der Nsenga an.

## Politische Aktivitäten
Lungu schloss sich zunächst der United Party for National Development (UPND) an. Im Jahr 2001 wechselte er in die neugegründete Patriotic Front (PF) unter Michael Sata und diente als Justiz- und Verteidigungsminister seines Landes. Nach dem Tod Satas im Oktober 2014 und einer Übergangszeit unter Vizepräsident Guy Scott wurde Lungu  für die restlichen anderthalb Jahre von Satas Amtszeit der sechste Präsident der Republik Sambia. Er siegte bei den Wahlen am 24. Januar 2015 knapp gegen Hakainde Hichilema (UPND) mit 48,33 % der Stimmen zu 46,67 %. Am 9. Februar 2015 wurde er offiziell in sein Amt eingeführt. Bei der Inaugurationsfeier waren zahlreiche andere Staatsoberhäupter anwesend.
Am 11. August 2016 trat Lungu erneut bei der Präsidentschaftswahl an. Er wurde mit 50,3 % der Stimmen wiedergewählt. Bei der Präsidentschaftswahl am 12. August 2021 wurde er abgewählt. Der bereits mehrfach als Kandidat angetretene Hakainde Hichilema erhielt diesmal über 2,8 Millionen Stimmen, auf Lungu entfielen gut 1,8 Millionen Stimmen. Lungu bezeichnete den Wahlverlauf als nicht frei und nicht fair und wies das Ergebnis zunächst zurück. Hichilemas Partei nannte das den letzten verzweifelten Akt einer abtretenden Regierung. Später akzeptierte Lungu seine Niederlage.
Nachdem sich Lungu nach seiner Wahlniederlage 2021 zunächst aus der aktiven Politik zurückgezogen hatte, kündigte er am 29. Oktober 2023 ein politisches comeback an. Hintergrund war die wachsende öffentliche Unzufriedenheit mit der Politik seines Amtsnachfolgers Hakainde Hichilema. Am 2. November 2023 wurden ihm daraufhin die Privilegien, die pensionierte Präsidenten in Sambia genießen (drei Sicherheitsbeamte, drei Dienstwagen, ein Diplomatenpass, ein möbliertes Haus, freie Gesundheitsversorgung, politische Immunität) wieder gestrichen. In der regierenden UPND erhoben sich Stimmen, die seine strafrechtliche Verfolgung wegen angeblicher Korruption während seiner präsidialen Amtszeit forderten.
Im November 2024 wurde Lungu als Präsidentschaftskandidat der oppositionellen Tonse Alliance für die kommende Wahl 2026 nominiert. Die Verfassung Sambias erlaubt allerdings nur zwei präsidiale Amtszeiten. Lungu argumentierte, dass er keine zwei vollen fünf Jahre im Amt gewesen war, und damit zu einer dritten Wahl berechtigt sei. Die Gerichte urteilten zunächst in seinem Sinne, jedoch entschied das Verfassungsgericht Sambias am 10. Dezember 2024, dass Lungu zweimal eine Präsidentschaftswahl gewonnen habe und damit nicht mehr für eine dritte Amtszeit antreten dürfe.
Am 5. Juni 2025 verstarb Lungu im Alter von 68 Jahren in einer Klinik in Pretoria. Seine Tochter erklärte in einem öffentlichen Video, dass sich ihr Vater seit Wochen in ärztlicher Überwachung befunden habe. Zur Todesursache oder zur Erkrankung machte sie keine Angabe.